# Mynes aureodiscus
Mynes aureodiscus är en fjärilsart som beskrevs av James John Joicey och Alfred Noakes 1915. Mynes aureodiscus ingår i släktet Mynes och familjen praktfjärilar. Inga underarter finns listade i Catalogue of Life.